# Mesolimax
Mesolimax ist eine Gattung der Nacktschnecken-Familie der Ackerschnecken (Agriolimacidae) aus der Unterordnung der Landlungenschnecken (Stylommatophora). Sie beinhaltet derzeit nur zwei Arten. Mesolimax ist die einzige Gattung der monotypischen Unterfamilie Mesolimacinae.

## Merkmale
Die Vertreter der Gattung Mesolimax haben einen schlanken Körper von mittlerer Größe. Die Längenangaben differieren zwischen den Autoren: bis etwa 6 cm nach Schileyko, bis 7 cm nach Fechter und Falkner (für den Mittelschnegel (Mesolimax brauni)) oder „bis zu 53 mm“ nach Wiktor. Der Mantel nimmt weniger als ⅓ der Körperlänge ein. Das Atemloch (Pseumostom) liegt im geringfügig hinter der Mitte des Mantelschildes und ist von einem deutlichen, erhabenen Ring umgeben. Der Kiel am hinteren Körperende ist nur schwach ausgebildet und relativ kurz. Die Haut ist dick und mit kräftigen Runzeln bedeckt. Die Tiere sind olivbraun, rotbraun, dunkelbraun bis schwarz gefärbt. Die Fußsohle ist in Längsrichtung dreigeteilt. Die beiden Seitenfelder der Sohle haben je zwei (oder mehr) Längsfurchen und zahlreiche Querfurchen. Das Mittelfeld zeigt v-förmig nach hinten gekrümmte Querfurchen.
Das Schalenblättchen im Mantel ist nahezu symmetrisch (in der Längsachse). Der Nukleus liegt am hinteren Rand des Plättchen.
Im Genitaltrakt verläuft der Samenleiter (Vas deferens) parallel dem Penis; Penis und Samenleiter sind von einer dünnen Membran umgeben. Der Penis ist sehr lang, zylindrisch geformt und etwas verdreht. Der Penisretraktormuskel setzt subapikal am Penis an. Der freie Eileiter (Ovidukt) ist mäßig lang und dünn, die Vagina ist kurz. Der Stiel der Spermathek ist sehr kurz. Im Verdauungstrakt verläuft das Rektum durch die hintere Ansatzstelle des Hauptretraktormuskel hindurch.
Als apomorphe Merkmale der Gattung und Unterfamilie gelten nach Hausdorf die Membran, die Penis und Samenleiter umgibt, die diagonalen, v-förmigen Gruben in den Seitenfeldern der Fußsohle und der Verlauf des Darmes durch die hintere Ansatzstelle des Hauptretraktormuskels hindurch.

## Geographische Verbreitung, Lebensraum und Lebensweise
Die Art kommt im westlichen und südwestlichen Kleinasien sowie auf den vorgelagerten griechischen Inseln (z. B. Rhodos) vor. Frühere Angaben, dass sich das Verbreitungsgebiet auch bis in den Kaukasus und auf den Balkan erstreckt, wurden von Wiktor (2001) als unzutreffend zurückgewiesen.
Die Tiere leben sehr versteckt unter Steinen und dichter Vegetation. Meist werden nur juvenile Exemplare gefunden. Dieses Phänomen wird damit erklärt, dass entweder die Mortalität während der Juvenilphase sehr hoch ist und nur sehr wenige Exemplare erwachsen werden, oder dass die erwachsenen Tiere so versteckt leben, dass sie einfach seltener gefunden werden.

## Taxonomie und Systematik
Die Gattung Mesolimax wurde 1888 von Carlo Pollonera aufgestellt. Typusart durch Monotypie ist Mesolimax brauni Pollonera, 1888 (der Mittelschnegel). Derzeit werden nur zwei Arten zur Gattung gestellt. Die Gattung wurde bisher meist in die Familie der Schnegel (Limacidae) gestellt. Bernhard Hausdorf stellte 1998 eine kladistische Analyse der Limacoidea s. l. vor. Nach seinen Resultaten ist die Gattung Mesolimax die Schwestergruppe der Agriolimacinae. Daher stellte er für die Gattung Mesolimax die monotypische Unterfamilie Mesolimacinae auf. Die Unterfamilienzuordnung der Gattung Mesolimax und die Unterfamiliengliederung der Agriolimacidae in Mesolimacinae und Agriolimacinae wird sowohl von Philippe Bouchet & Jean-Pierre Rocroi als auch der Fauna Europaea akzeptiert.
- Familie Ackerschnecken (Agriolimacidae Wagner, 1935)
  - Unterfamilie Mesolimacinae Hausdorf, 1998
    - Gattung Mesolimax Pollonera, 1888 (Schileyko stellte die Gattung mit Fragezeichen zur Unterfamilie Limacinae, Familie Schnegel (Limacidae)[1])
      - Mittelschnegel (Mesolimax brauni Pollonera, 1888)
      - Mesolimax escherichi Simroth, 1899

## Belege